# Topsporthal Vlaanderen

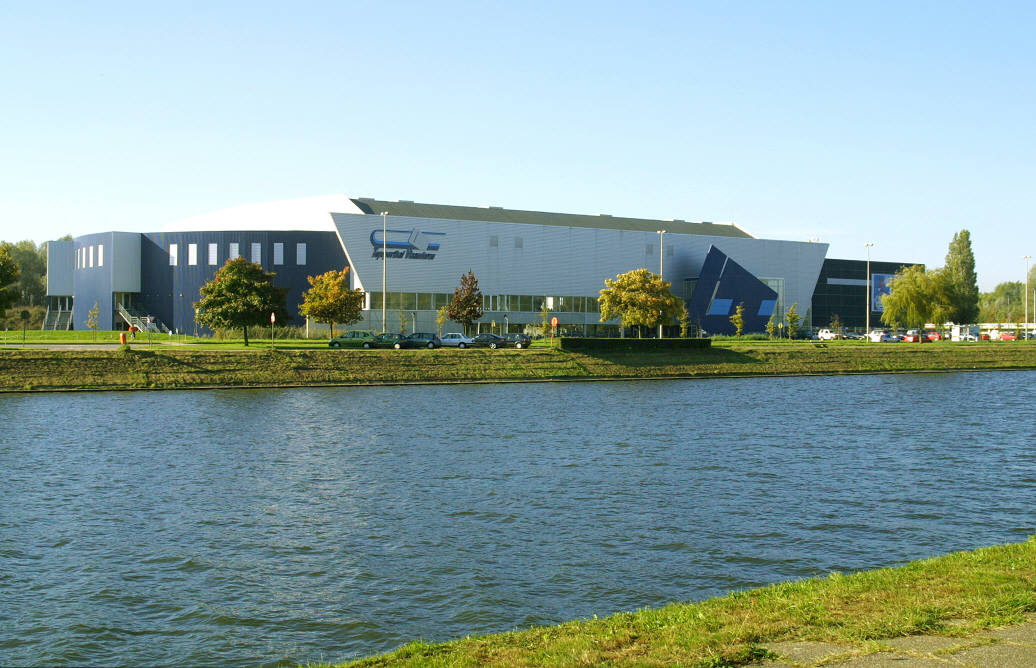
Sport Vlaanderen Gent

Sport Vlaanderen Gent is een accommodatie in de Belgische stad Gent. Een onderdeel is gebouwd naar aanleiding van de Europese kampioenschappen indooratletiek in 2000 waarvoor Gent de gaststad was. De topsporthal werd gerealiseerd via een publiek-private samenwerking tussen de Vlaamse regering, het toenmalige Bloso nu Sport Vlaanderen, het provinciebestuur van Oost-Vlaanderen, Flanders Expo en het stadsbestuur van Gent. De accommodatie wordt beheerd door Sport Vlaanderen.
De hal heeft 3539 zitplaatsen die, indien nodig, uitgebreid kunnen worden tot meer dan 5000 zitplaatsen. Deze accommodatie heeft een vaste atletiekpiste met 6 banen van 200 meter. Het middenterrein heeft een oppervlakte van 2150 m² die vergroot kan worden tot 3000 m². Het wordt gebruikt voor andere atletiekdisciplines zoals 60 meter sprint, hoogspringen, verspringen, hinkstapspringen, polsstokspringen en kogelstoten.
In de winter ligt de nadruk voornamelijk op atletiek. Daarnaast is deze accommodatie ook geschikt voor de organisatie van andere (top)sportevenementen en competities 
De volgende evenementen werden al georganiseerd in de Topsporthal:
- EK indooratletiek (2000);
- WK Aerobics;
- Davis Cup Tennis (Frankrijk-België);
- WK Artistieke Gymnastiek (2001);
- World Senior Games;
- Cup of Flanders Trampoline;
- EK Schermen (2007);
- World Cup Trampoline;
- WK Twirling;
- Europacup Jiujitsu;
- WK Jiujitsu Jeugd;
- Top of Ghent Darts;
- EK Petanque;
- Gents Boksgala;
- Nationale Spelen S Bepecial Olympics Belgium.
- Belgische kampioenschappen indoor atletiek
- Van 2000 t/m 2008 vond ook het NK indooratletiek hier plaats omdat daar na de sloop van de Houtrusthallen in Den Haag in 2000 in die periode geen geschikte locatie meer voor was in Nederland. Dit veranderde toen eind 2008 het sportcentrum Omnisport in Apeldoorn werd geopend. Sindsdien vindt het NK indooratletiek daar plaats.
- Belgisch Kampioenschap Disco

Op de Mondo-piste werden al enkele Belgische, Europese en wereldrecords neergezet.